# Mikel Pradera Rodríguez
Mikel Pradera Rodríguez (Mallabia, Biscaia, 6 de març de 1975), fou un ciclista basc, professional entre 1999 i 2008. Va destacar com a gregari. Com a professional, les úniques victòries del seu palmarès són triomfs d'etapes en contrarellotge per equips tant al Tour de França com a la Volta a Espanya.

## Palmarès
- 1995
  - 1r a la Volta a Zamora
- 1997
  - Vencedor d'una etapa a la Volta al Bidasoa

### Resultats a la Volta a Espanya
- 2002. 98è de la classificació general
- 2003. 119è de la classificació general
- 2004. 83è de la classificació general
- 2005. 73è de la classificació general

### Resultats al Tour de França
- 2001. 62è de la classificació general
- 2002. 76è de la classificació general
- 2003. 58è de la classificació general
- 2004. Abandona (11a etapa)

### Resultats al Giro d'Itàlia
- 2006. 95è de la classificació general